# Gare de Trilport
La gare de Trilport est une gare ferroviaire française des lignes de Noisy-le-Sec à Strasbourg-Ville (dite aussi Paris à Strasbourg) et de Trilport à Bazoches, située sur le territoire de la commune de Trilport, dans le département de Seine-et-Marne en région Île-de-France. Elle est établie au nord de l'agglomération, deux cents mètres après le pont sur la Marne.
Elle est mise en service en 1849 par la compagnie du chemin de fer de Paris à Strasbourg, lorsqu'elle ouvre la section de Meaux à Épernay.
C'est une gare de la Société nationale des chemins de fer français (SNCF) desservie par les trains du réseau Transilien Paris-Est (ligne P).

## Situation ferroviaire
Établie à 61 mètres d'altitude, la gare de bifurcation de Trilport est située au point kilométrique (PK) 50,240 de la ligne de Noisy-le-Sec à Strasbourg-Ville (dite aussi ligne de Paris à Strasbourg), entre les gares de Meaux et Changis - Saint-Jean. 
Nœud ferroviaire, elle est également l'origine de la ligne de Trilport à Bazoches, qui débute à deux kilomètres à l'est de la gare en direction de Strasbourg, avant la gare d'Isles - Armentières - Congis.

## Histoire
Comme prévu dans la concession de la ligne de Paris à Strasbourg, l'État construit les infrastructures ferroviaires. Dans un souci d'économie et pour une rapidité d'exécution, il réalise pour les stations des bâtiments provisoires en bois. Après la livraison de la ligne par l'État, la compagnie du chemin de fer de Paris à Strasbourg met en service le 26 août 1849 la station provisoire de Trilport lors de l'ouverture au service commercial de la section de Meaux à Épernay.
Le bâtiment voyageurs définitif, qui date des années 1850-1860, est toujours utilisé par la SNCF. Il s’agit d’un bâtiment « Est » de type 7, dont de nombreuses copies furent édifiées à cette époque sur cette ligne, notamment pour la gare d'Esbly.
La déclaration d'utilité publique pour la ligne de Trilport à La Ferté-Milon est promulguée par une loi de 1883. La Compagnie des chemins de fer de l'Est commence les travaux en 1888 ; elle a également obtenu l'autorisation d'augmenter les infrastructures nécessaires au service marchandises de la gare. La ligne et la gare réaménagée ouvrent au service commercial le 1er juin 1894. 
La gare est située à environ 300 m du pont sur la Marne. Ce pont a été détruit durant la guerre de 1870, en 1914 lors de la première bataille de la Marne, ainsi qu'en 1940 pour ralentir l'avancée des Allemands. Reconstruit à chaque fois à l'identique, il s'agit d'un pont de près de 125 m arches comportant trois grandes arches et deux petites. 

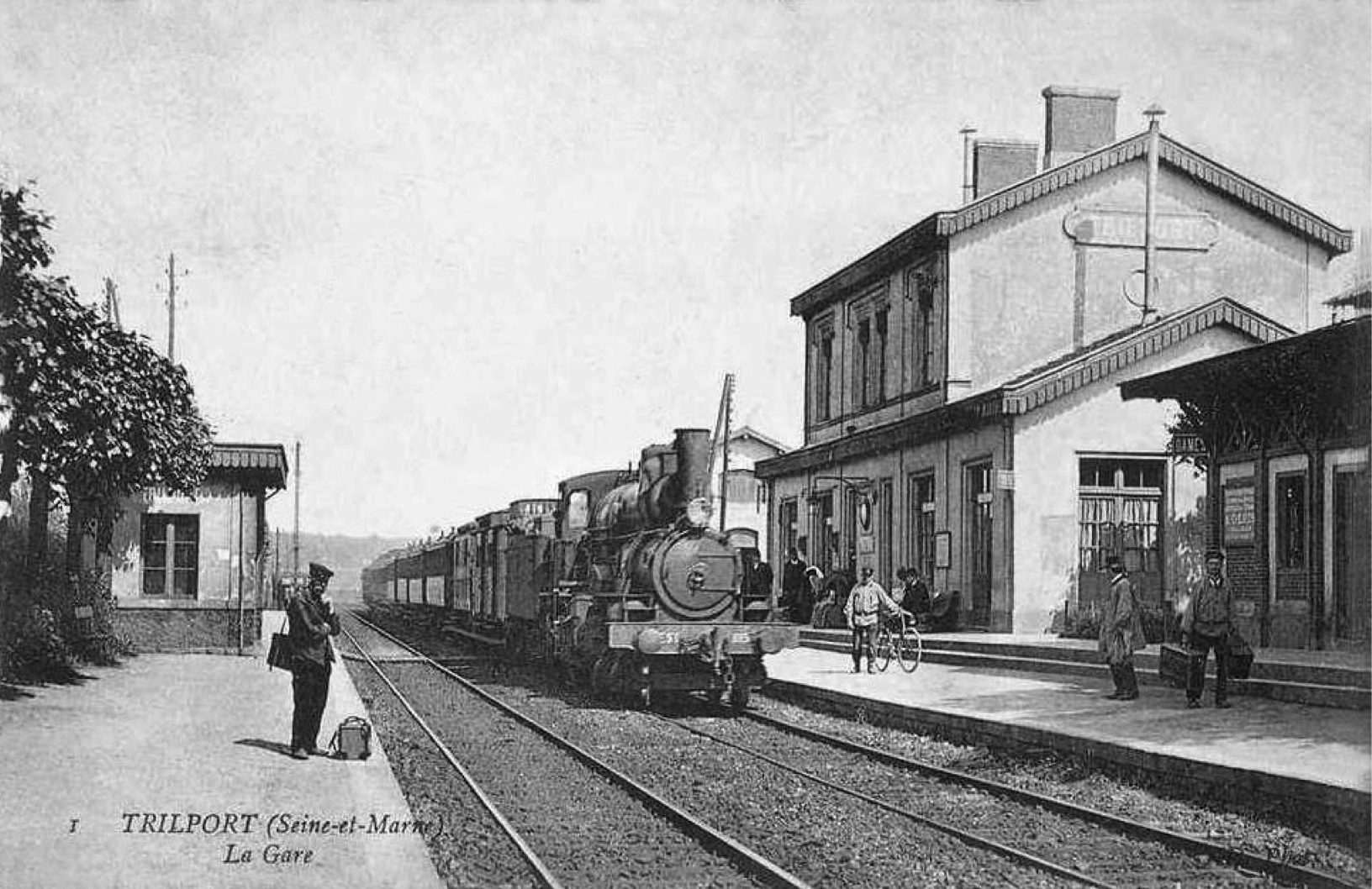
La voie, les quais, le bâtiment voyageurs et un train à vapeur au début des années 1900.

En 1900, la commune compte 1 000 habitants et il faut dix minutes pour parcourir les 7 km qui permettent de rejoindre la gare de Meaux en chemin de fer. En 1934, la création d'une plage sur les bords de la Marne apporte une nouvelle animation en gare, renforcée encore avec les congés payés mis en place en 1936 par le gouvernement du Front populaire. Des parisiens et des banlieusards n'ayant pas les moyens d'aller sur les plages de la Manche viennent en trains spéciaux pour se détendre et se baigner à ce que l'on surnomme « Trilport-Plage ».
En 2006, le service en gare subit de nombreux dysfonctionnements, notamment des dégradations et un automate pour la délivrance des billets perpétuellement en panne. La municipalité estime que la présence d'un seul agent affecté à la gare est une des causes de ces nuisances qui rendent la sécurité aléatoire. Le 14 décembre 2006, le conseil municipal vote une motion pour dénoncer les risques pour les usagers et réclamer notamment l'affectation d'un deuxième agent et l'urgence de la mise en œuvre des travaux de rénovation prévus. 
C'est en juin 2010 que les travaux de rénovation de la gare prennent fin. Un million d'euros ont été  engagés, pris en charge à raison de 5 % par Réseau ferré de France (RFF), 46 % par la région Île-de-France et 45 % par la SNCF. Ces dépenses ont permis la rénovation du bâtiment voyageurs, avec notamment, une peinture extérieure, le réaménagement de la salle d'attente et du guichet, la mise en place de portes automatiques et d'une rampe d'accès pour les personnes à mobilité réduite, le renouvellement des automates pour la délivrance des titres de transport ainsi que l'amélioration des éclairages et du mobilier de quais.
En 2022, selon les estimations de la SNCF, la fréquentation annuelle de la gare est de 990 660 voyageurs.

## Service des voyageurs

### Accueil
Gare SNCF, elle dispose d'un bâtiment voyageurs, avec guichet, ouvert tous les jours. Elle est équipée d'automates pour l'achat de titres de transport Transilien et de valideurs pour carte Navigo disposés près des entrées. Des aménagements, équipements et un service, sont à la disposition des personnes à mobilité réduite.

### Desserte
Trilport est desservie par les trains de la ligne P du Transilien du réseau Paris-Est du Transilien. C'est une gare de bifurcation des branches de Château-Thierry et de La Ferté-Milon. Sur la branche de Château-Thierry, elle est desservie à raison (par sens) d'un train toutes les heures aux heures creuses et d'un à deux trains par heure aux heures de pointe.

### Fréquentation
De 2015 à 2024, selon les estimations de la SNCF, la fréquentation annuelle de la gare s'élève aux nombres indiqués dans le tableau ci-dessous.
| Année     | 2015      | 2016      | 2017      | 2018      | 2019      | 2020    | 2021      | 2022    | 2023      | 2024      |
| --------- | --------- | --------- | --------- | --------- | --------- | ------- | --------- | ------- | --------- | --------- |
| Voyageurs | 1 211 959 | 1 222 022 | 1 227 870 | 1 208 595 | 1 199 192 | 229 698 | 1 099 328 | 990 660 | 1 278 641 | 1 409 964 |

### Intermodalité
Un parc pour les vélos et un parking pour les véhicules, avec des places réservées pour les personnes à mobilité réduite, y sont aménagés. 
La gare est desservie par les lignes J et Js du réseau de bus Meaux et Ourcq et par le service de transport à la demande « TàD Pays de Meaux », au niveau d'arrêts situés à quelques minutes à pied de la gare.

Installations de la gare
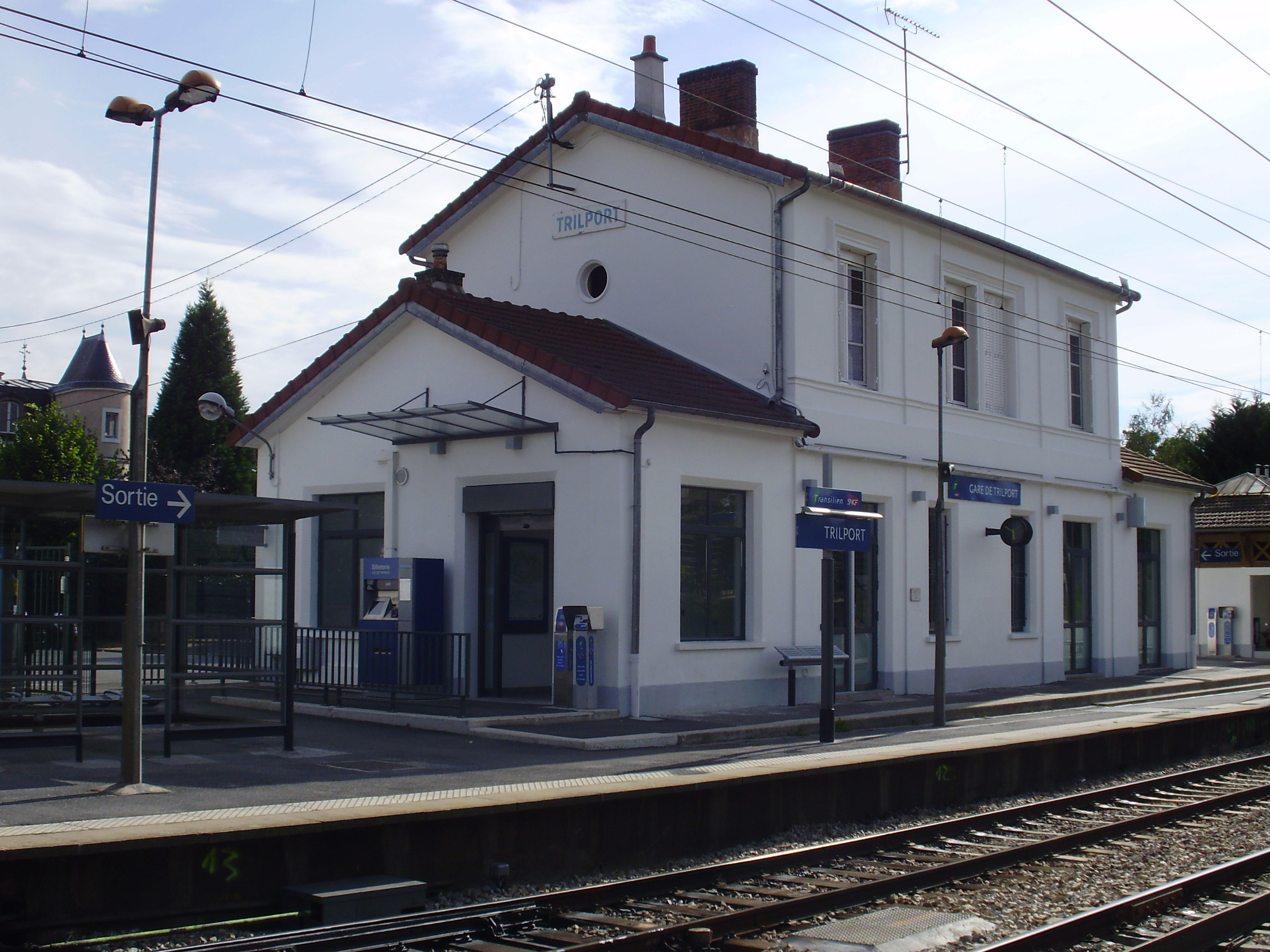
Bâtiment vu du quai.
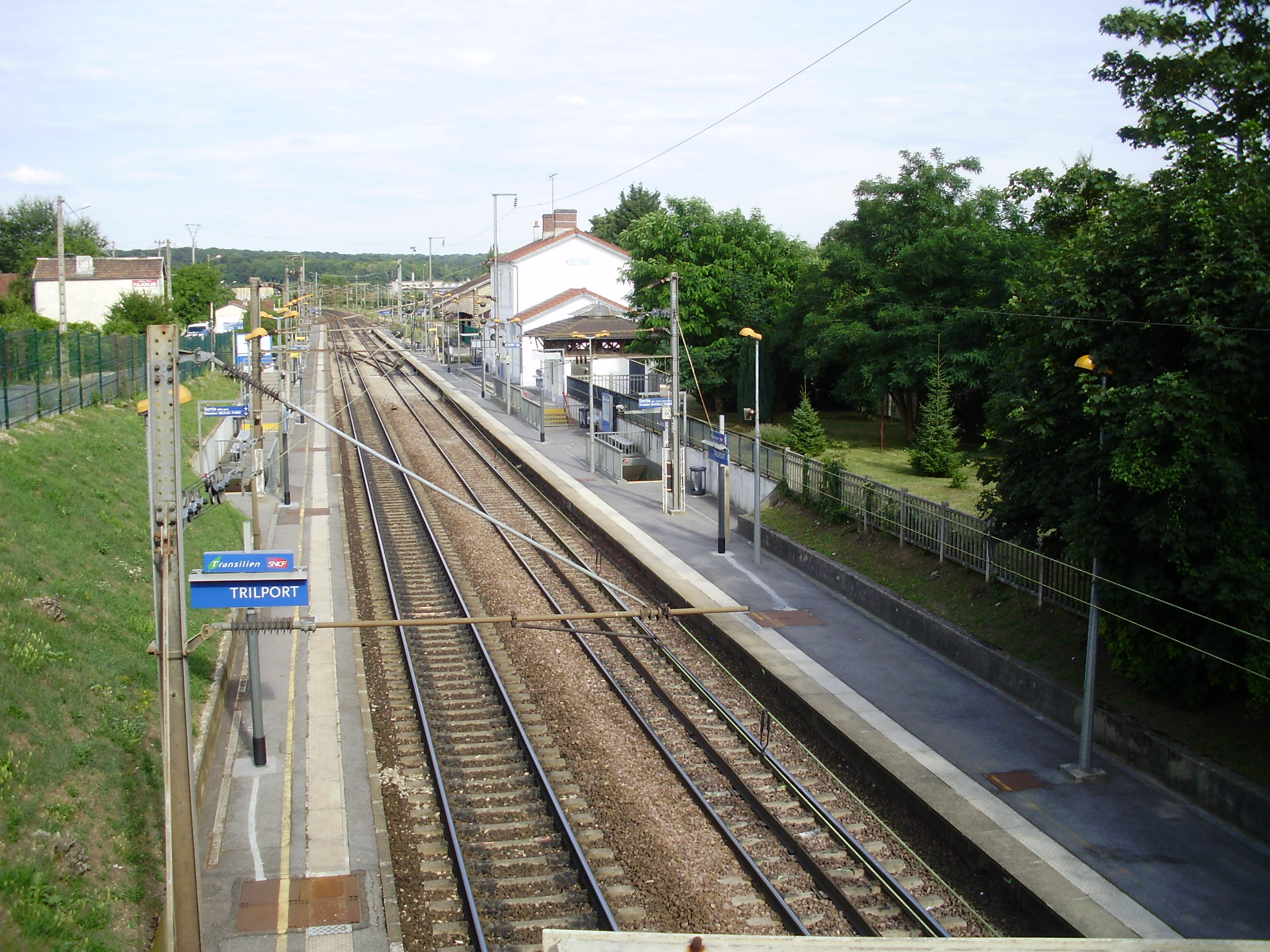
Vue d'ensemble.
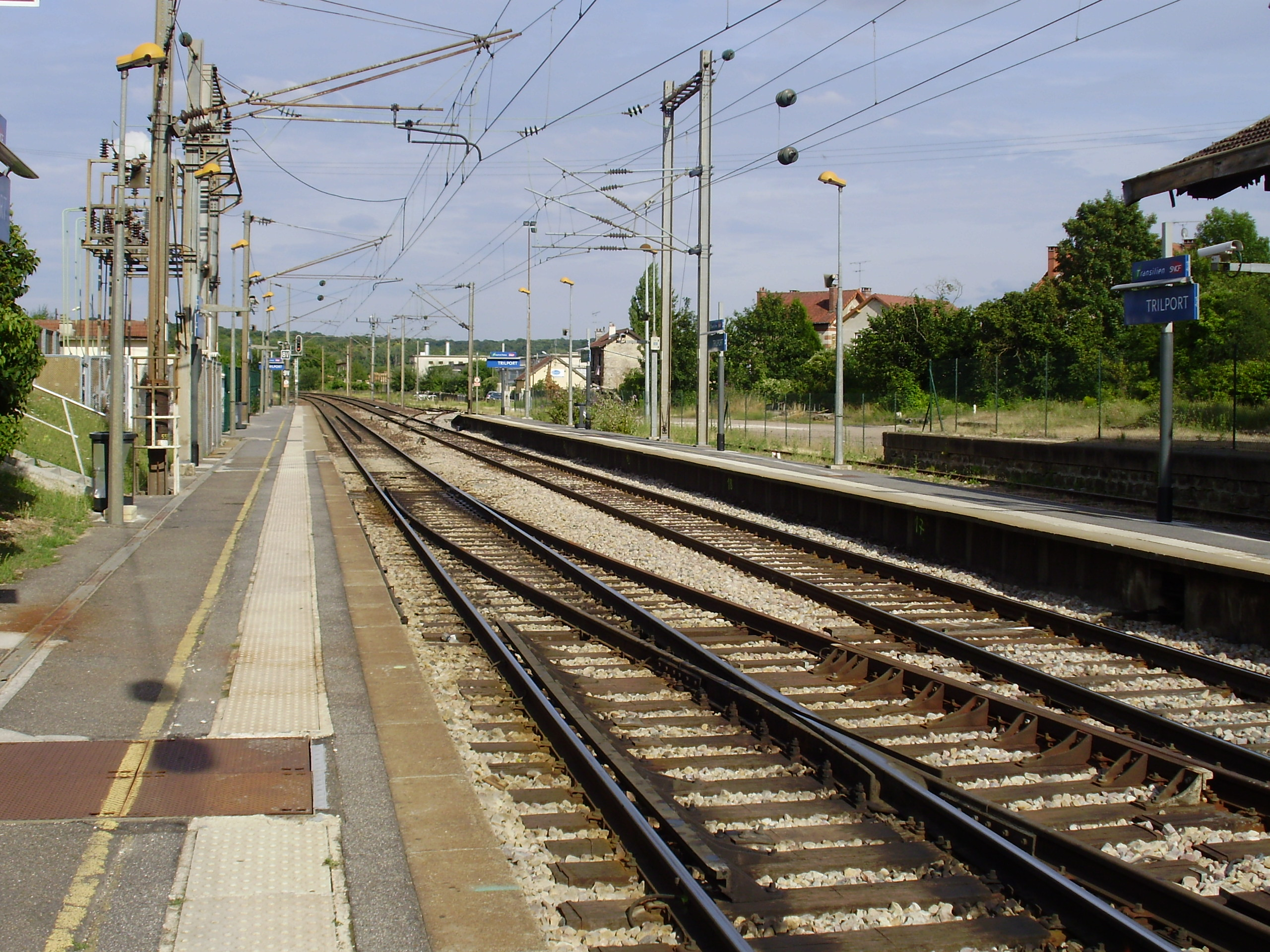
Embranchement.

## Modélisme
La firme Architecture & Passion commercialise un modèle réduit en carton découpé au laser de la gare de Trilport, à l'échelle HO. Il représente le bâtiment de Trilport en état d'origine et peut également être utilisé pour représenter les autres gares de type 7 des Chemins de fer de l'Est.